# Валедупар
Валедупа̀р (на испански: Valledupar) е град в Колумбия. Разположен е в североизточната част на страната. Главен административен център на департамент Сесар. Основан е на 6 януари 1550 г. Транспортен възел. Производство на кафе, памук, палмово масло, какао, тютюн и ориз. Население около 400 000 жители през 2005 г.